# تصنيف ائتماني

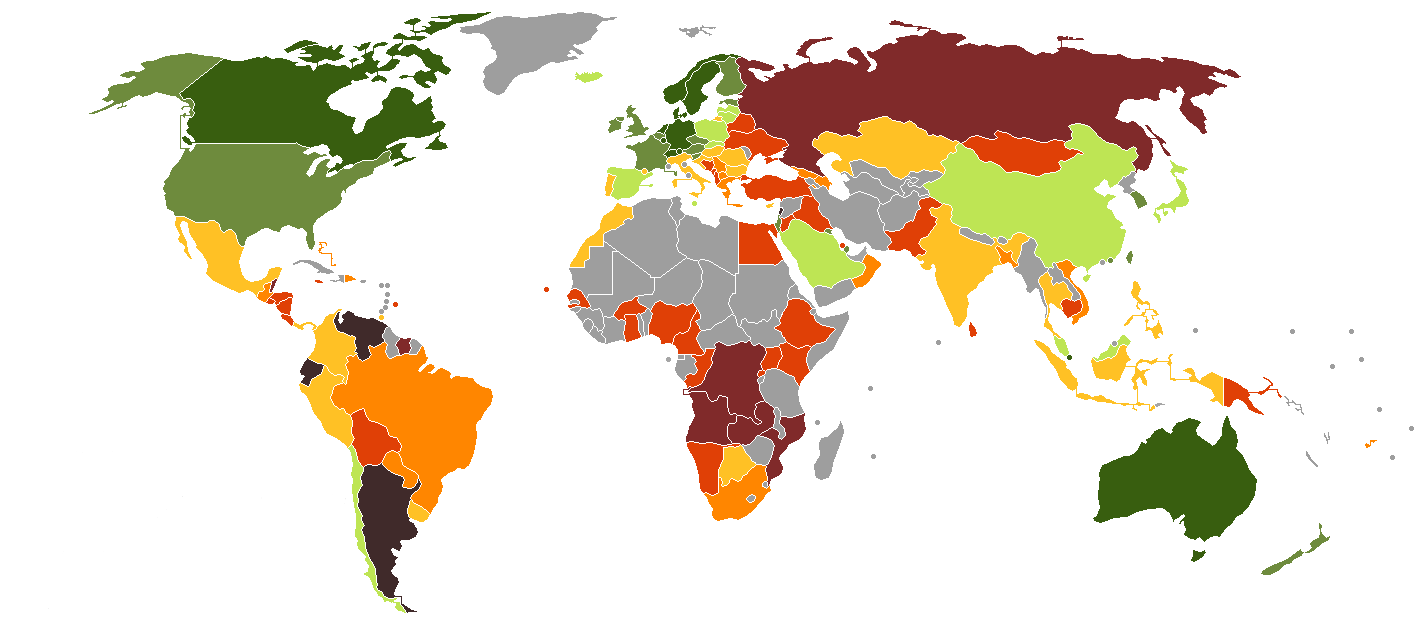

درجة الملاءة أو درجة الجدارة أو التصنيف الائتماني في علم الاقتصاد (بالإنجليزية : credit rating): هو تقدير تجريهِ بعض الوكالات التجارية المتخصصة لتقدير صلاحية أو أهلية شخص للحصول على قروض أو جدارة شركة أو حتى دولة للحصول على قروض، وهي في ذلك تقوم بدراسة إمكانيات الشركة أو الشخص أو الدولة المالية، ومدى ائتمانها على القرض وقدرتها المالية على تسديدهِ، وهي تأخذ في حسابها السجلات الخاصة بالشخص أو الشركة أو الدولة وتصرفها وسلوكها في الماضي بالنسبة إلى قيامها بتسديد ديونها.

وقد يقوم مكتب تقدير درجة الملاءة بإجراء دراسته عن قدرة طالب القرض بناء على طلب المؤسسة أو المصرف المزمع إعطاء المقترض قرضاً. وفي الوقت الحالي أصبح في مقدور تلك الوكالات تقدير جدارة أقساط التأمين insurance premiums، ومدى قدرة شركة ما على تعيين موظفين جدد، وغيرها.
وتعني درجة جدارة منخفضة لفرد أو شركة أو مؤسسة ما بأنهُ تواجد احتمال كبير في عدم استطاعة المقترض تسديد الدين، ونظراً لهذا الاحتمال فإن صاحب المال يشترط على المدين دفع فائدة مرتفعة على القرض، أو رفض إعطائهِ القرض.

## اقرأ أيضًا
- الدائن
- تقدير السند
- تخصيص الأموال
- حجم الأعمال (اقتصاد)
- قرض استهلاك
- ستاندرد آند بورز
- مؤسسة موديز